# Proboscidotylus
Proboscidotylus is een geslacht van wantsen uit de familie van de Miridae (blindwantsen). Het geslacht werd voor het eerst wetenschappelijk beschreven door Thomas J. Henry in 1995.

## Soorten
Het genus bevat de volgende soorten:

- Proboscidotylus carvalhoi T. Henry, 1995
- Proboscidotylus nigrosquamis (Maldonado, 1969)